# باري يونغ (مغني)
باري يونغ (بالإنجليزية: Barry Young)‏ هو مغني أمريكي، ولد في 6 يونيو 1933 في أوكلاهوما في الولايات المتحدة، وتوفي في 2 ديسمبر 1966 في لوس أنجلوس في الولايات المتحدة.